# Dalivier Navarro
Dalivier Ospina Navarro (Palmira, 9 oktober 1985) is een Colombiaans wielrenner die anno 2012 uitkomt voor Colombia-Coldeportes.
Navarro is vooral actief in Europa en eindigde onder meer als zevende in Mi-Août Bretonne en als derde in Tour des Pays de Savoie.

## Belangrijkste overwinningen
2005
- Colombiaans kampioen tijdrijden, Beloften

## Grote rondes
| Jaar | Ronde van Italië | Ronde van Frankrijk | Ronde van Spanje |
| ---- | ---------------- | ------------------- | ---------------- |
| 2013 | opgave           |                     |                  |